# Zenith (производитель часов)
Zenith SA (рус. Зенит) — швейцарский производитель часов класса люкс. Компания основана в 1865 году в Ле Локле в кантоне Невшатель Жоржем Фавр-Жако (George Favre-Jacot) когда ему было 22 года. В ноябре 1999 года LVMH приобрела компанию Zenith SA, включив её в свой актив часовых брендов наряду с TAG Heuer и Hublot. Жюльен Торнар — генеральный директор с 2017 года. Зенит — один из немногих швейцарских производителей часов, которые до сих пор сами производят свои мануфактурные механизмы.

## История
Жорж Фавр-Жако родился в 1843 году. С молодости он работал в часовой индустрии. В 1865 году, в возрасте 22 лет, Фарв-Жако начал производство часов под своим именем в небольшой мастерской в Ле Локле. Учитывая успех американских часовых компаний Waltham и Elgin, использующих массовое производство для продажи доступных и надежных часов, он вложил значительные средства в свою собственную компанию, чтобы создать вертикально интегрированное производство.
В 1911 году он переименовывает свою компанию в Zenith.
Фавр-Жако сотрудничал с известными архитекторами и оказал влияние на архитектурное искусство в Швейцарии. Например, попросил архитектора Ле Корбюзье построить для него дом в Ле Локле. Фавр-Жако был тесно связан с выдающимся архитектором Альфонсом Лаверьером. Двое мужчин тесно сотрудничали, так как имели общее художественное видение природы производства. Сотрудничество было настолько плодотворное, что они оказали влияние на художественную среду во франкоязычной Швейцарии того времени и на Швейцарский производственный союз, созданный в 1911 году.

## Коллекции
В настоящее время в «Зените» представлены следующие коллекции часов:
- Defy («будущее традиций»)
- Хрономастер («легенда на запястье»)
- Elite («неподвластная времени элегантность от Zenith»)
- Пилот («курс на дальние горизонты»)

## Известные модели

### Эль Примеро
Калибр El Primero, впервые был представлен в 1969 году, стал первым высокочастотным автоматическим механизмом хронографа. Эта модель сделала марку часов Zenith намного популярнее. Чарльз Вермо, один из первых часовых мастеров, работавших над механизмом, взял на себя ответственность за спасение этого часового механизма. В 1975 году владельцы марки решили отказаться от идеи механического хронографа и сосредоточиться на кварцевых часах. В это время в мире часовой индустрии продолжался «кварцевый кризис». Неиспользуемые инструменты, компоненты и прочая оснастка, используемая для производства калибра, списывалась или продавалась. Вермо собрал все необходимые технические чертежи, формы деталей, элементы станков и инструменты и спрятал их в кладовке на верхнем этаже фабрики Zenith и замуровал вход, чтобы сохранить механизм El Primero для будущих поколений.
Десять лет спустя, в 1986 году, когда компания вернулась к идее производства этого механизма, то те же самые инструменты, чертежи и компоненты помогли снова начать производство El Primero.
Это был один из первых автоматических механизмов хронографа с частотой 36000 полуколебаний в час (10 Гц). Механизм El Primero использовался Rolex с 1988 по 2000 год для хронографа Rolex Daytona. Высокая частота работы El Primero позволяет фиксировать время с точностью до 1⁄10 секунды, что много больше чем возможности более распространенной стандартной частоты в 28 800 полуколебаний в час (8 Гц). Механизм El Primero был в 2012 году установлен в модель часов El Primero Stratos Flyback Striking 10th, выпущенную ограниченным тиражом в 1969 экземпляров (в честь оригинальной даты выпуска 1969 года), в которых был установлен дополнительный циферблат с размерностью шкалы в десятые доли секунды, делающий полный оборот каждые десять секунд.

### Фотогалерея

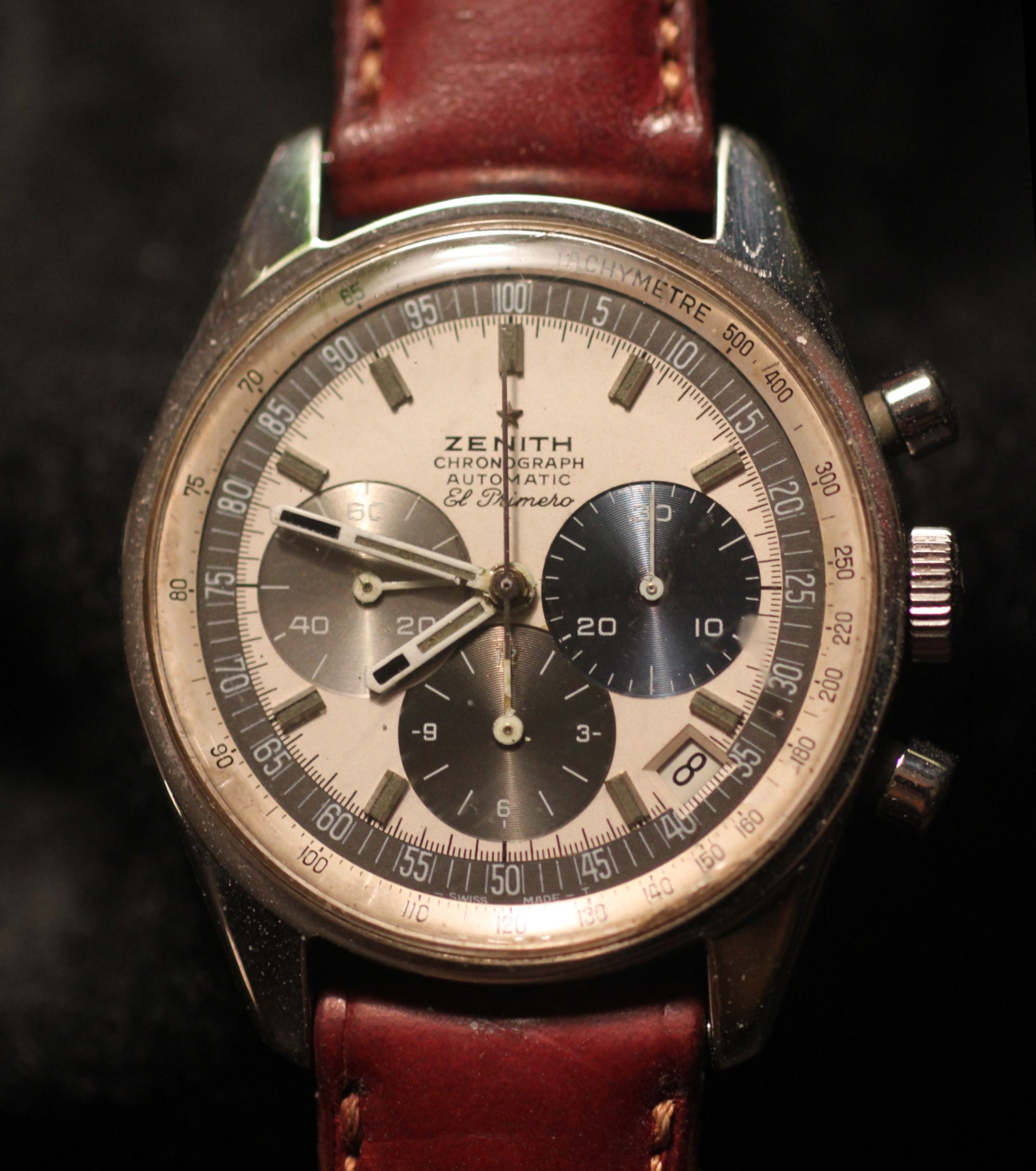
Хронограф El Primero, первая версия 1970 г.
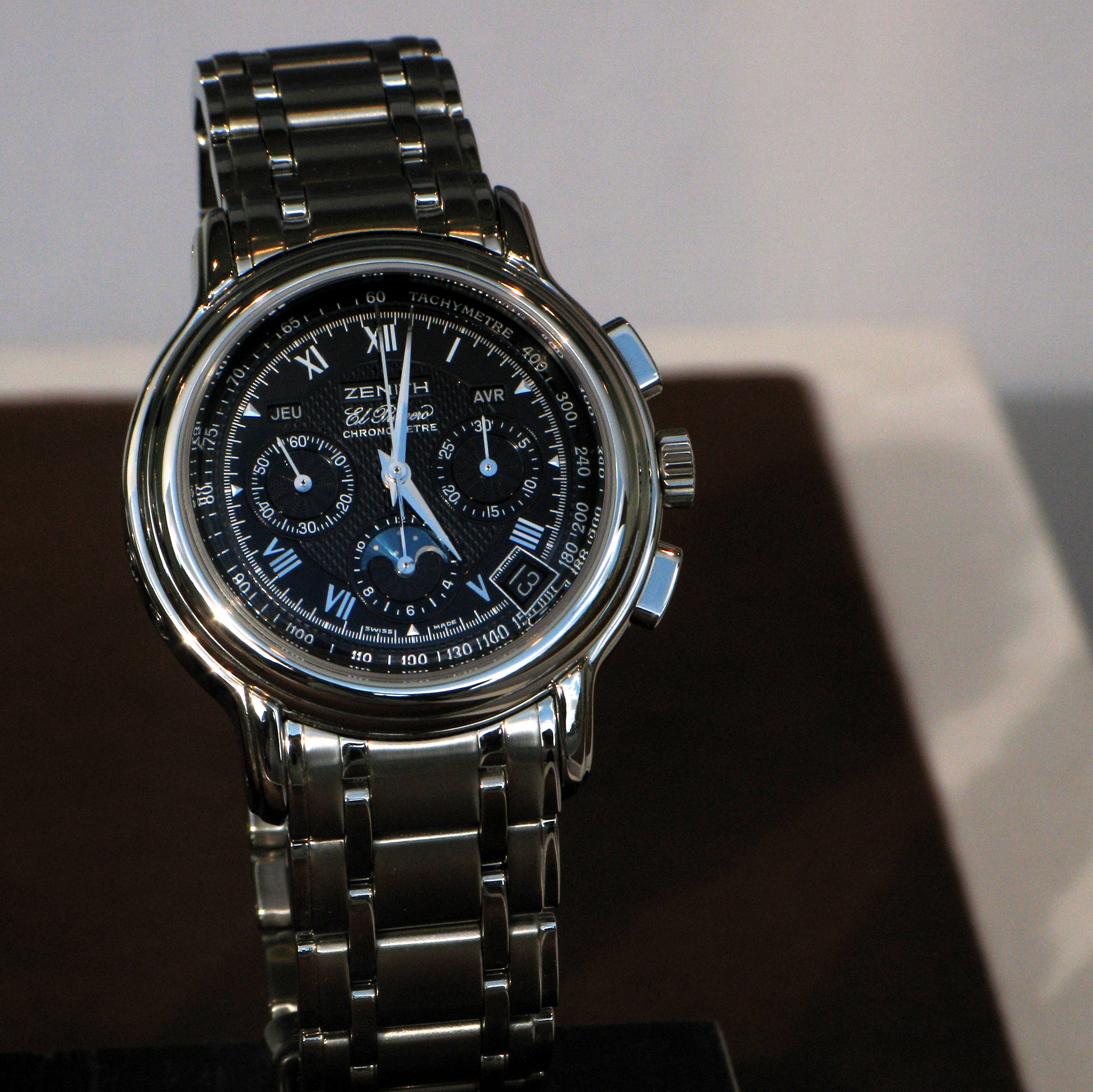
Зенит Эль Примеро
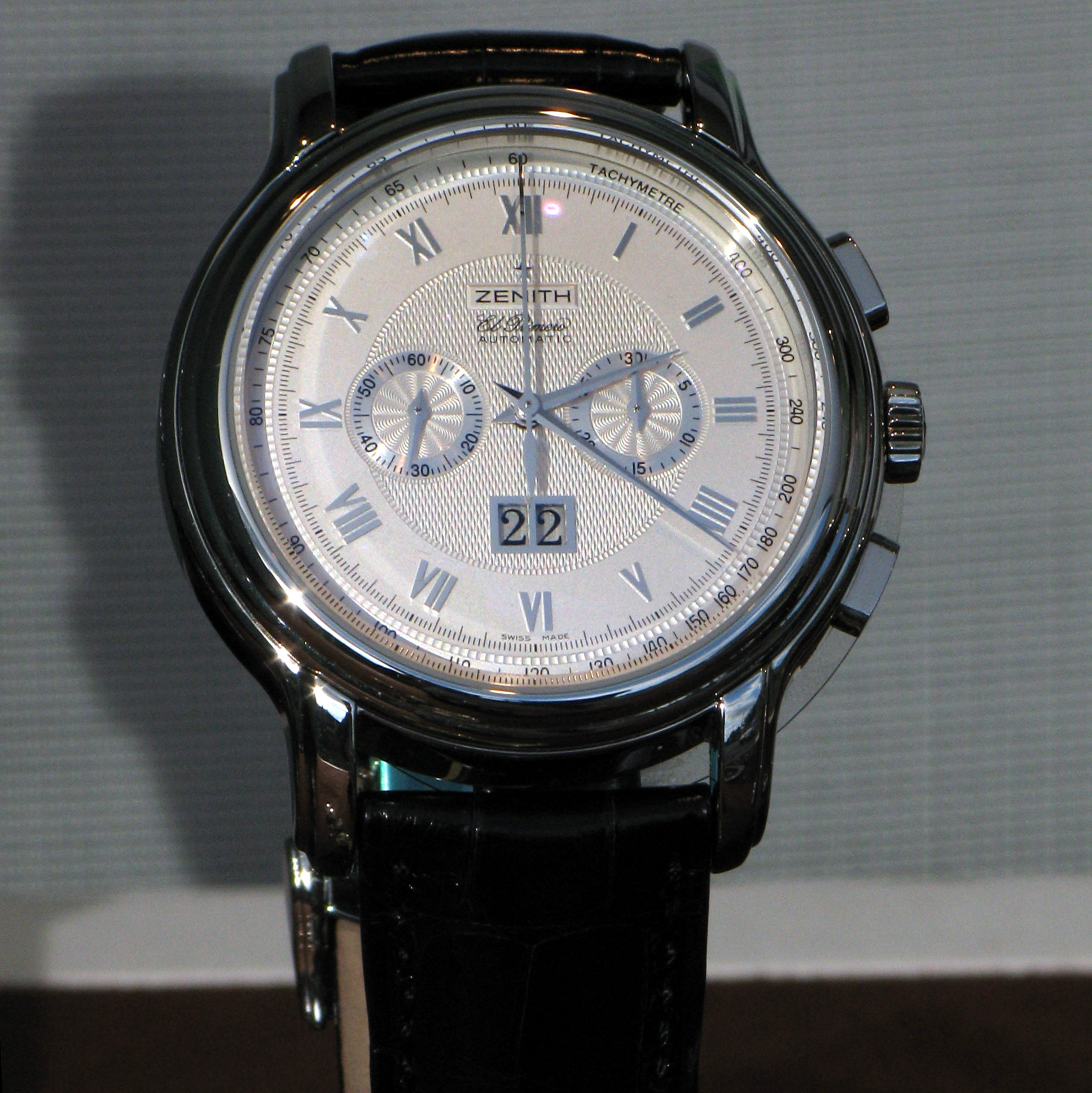
Зенит Эль Примеро
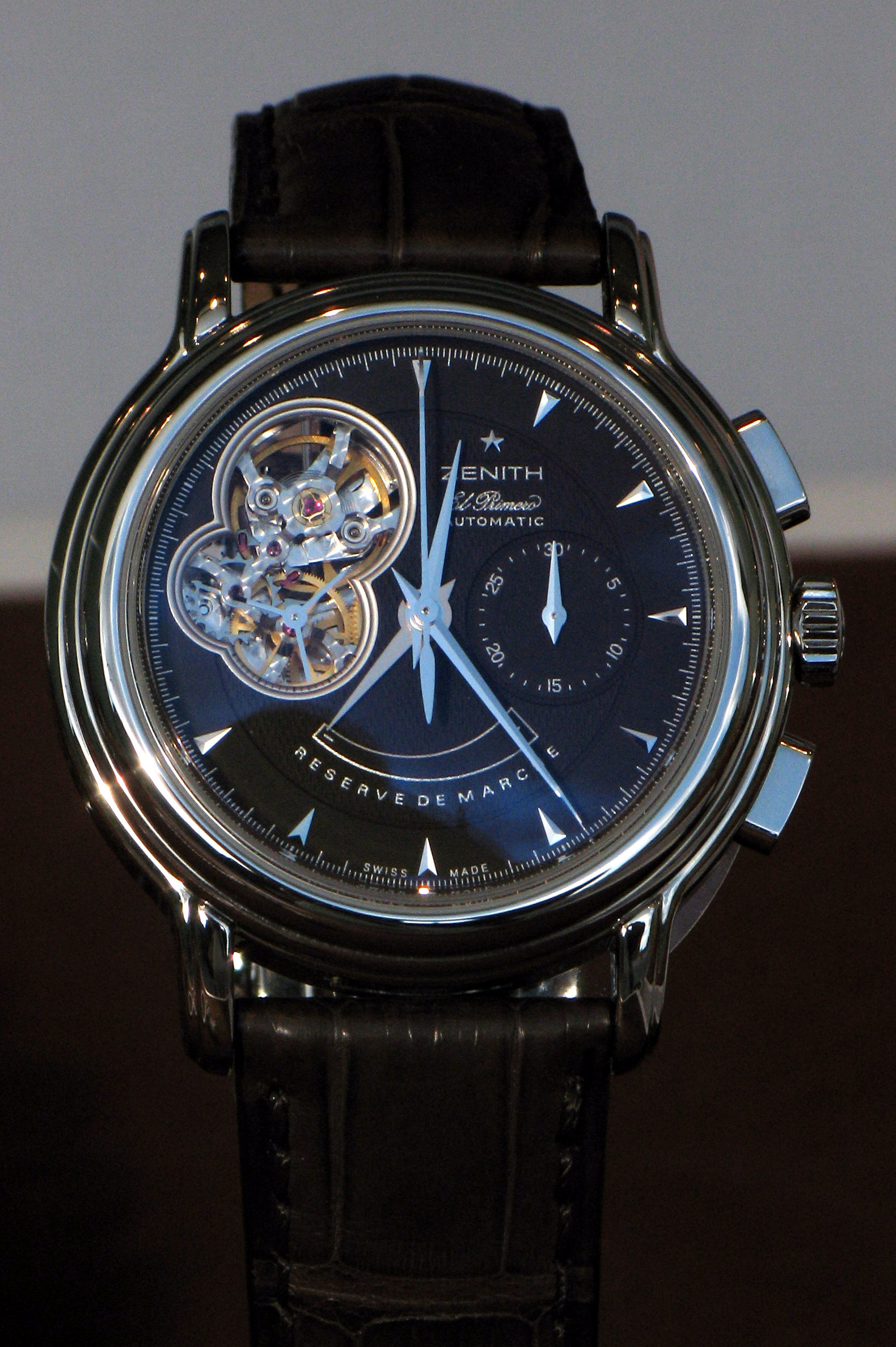
Зенит Эль Примеро
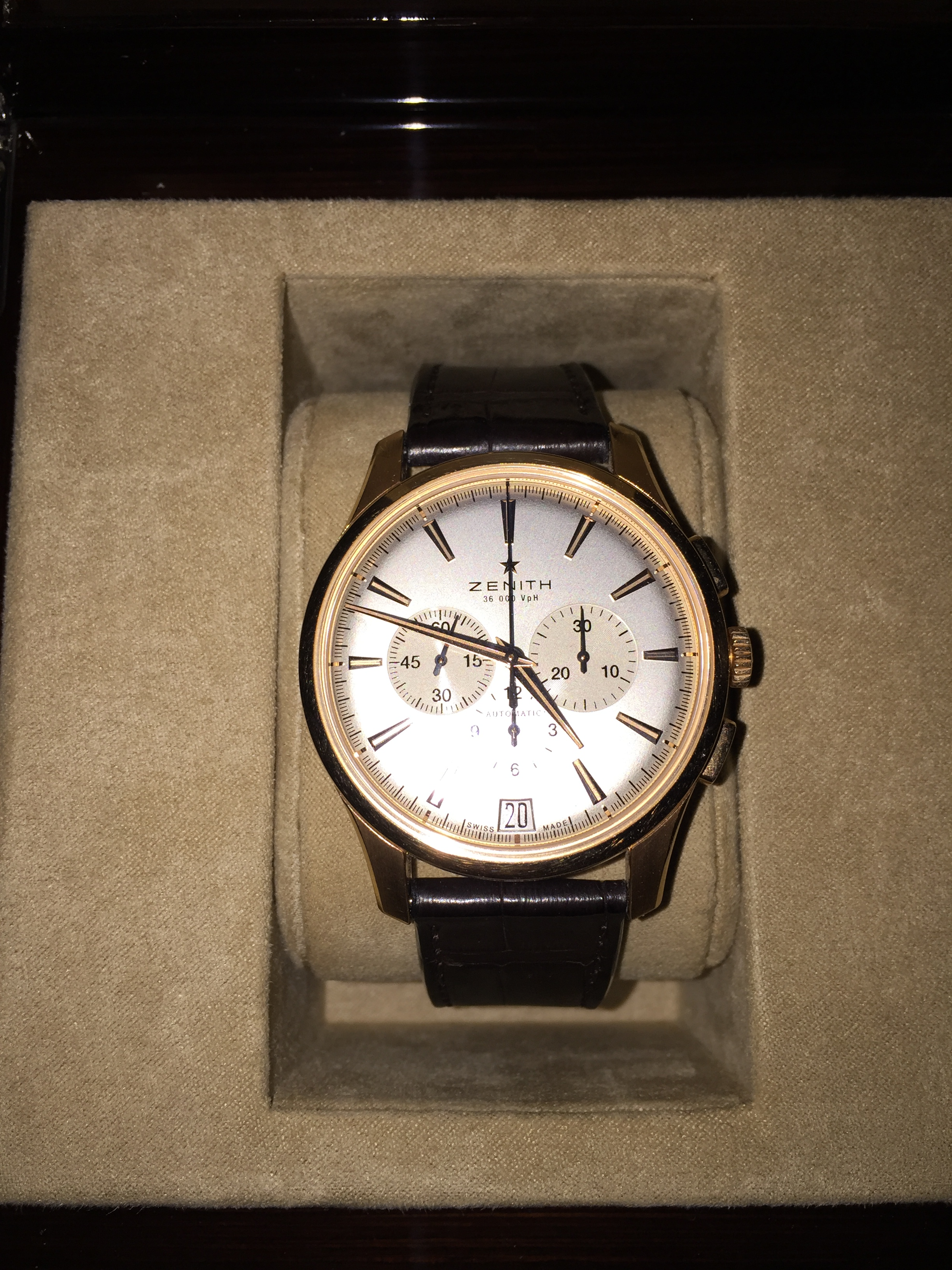
Зенит Эль Примеро
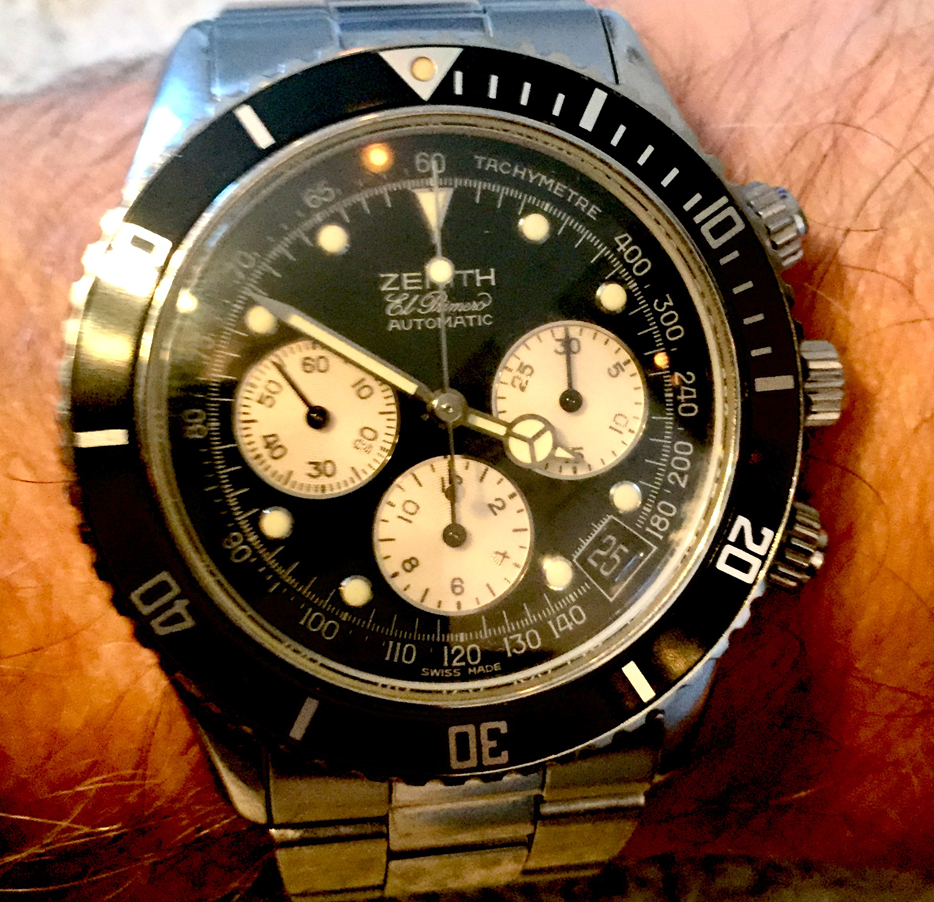
Эль Примеро де Лука, Ref. № 02.2310.400
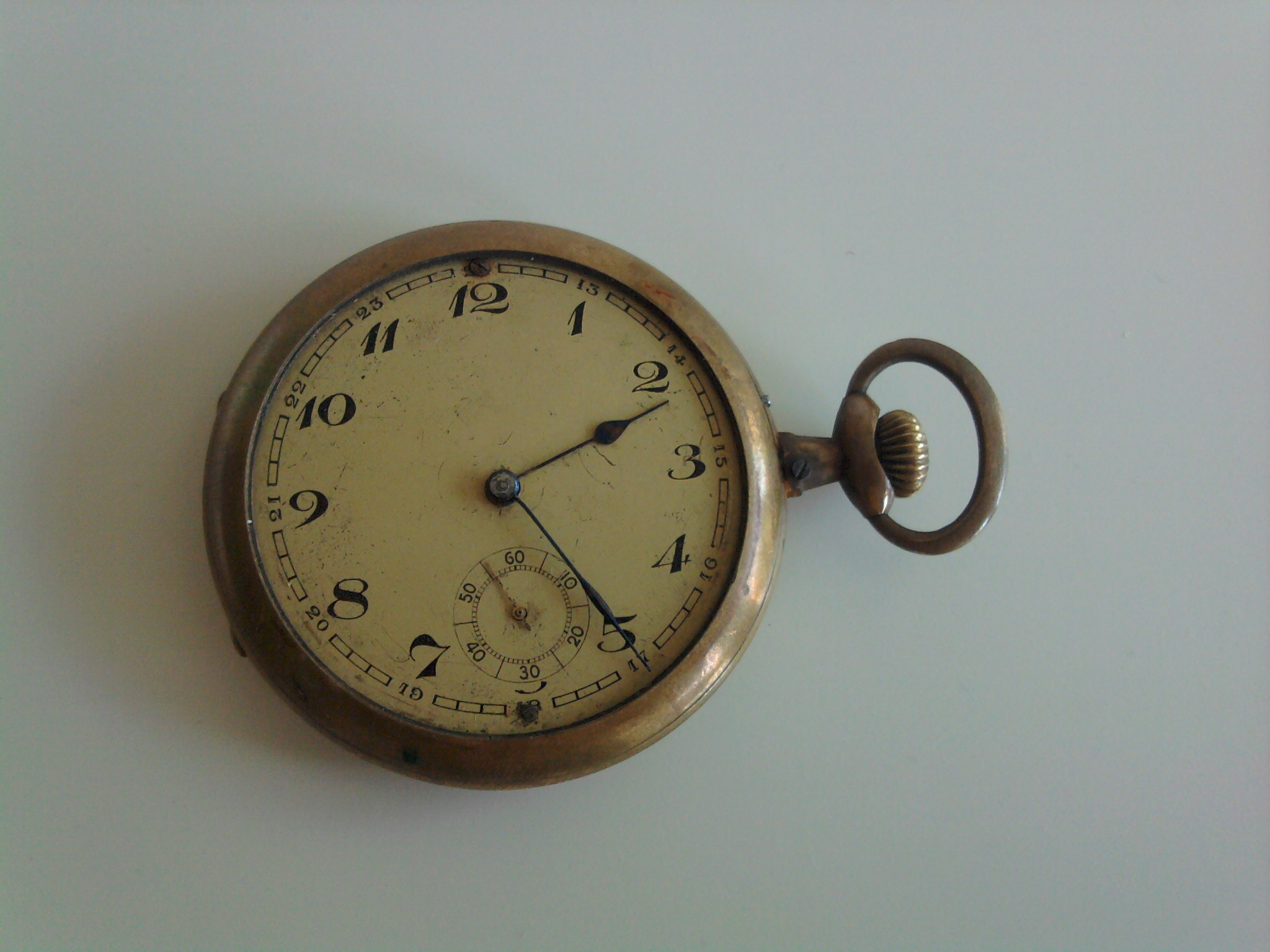
Карманные часы "Зенит" c. 1900–1910
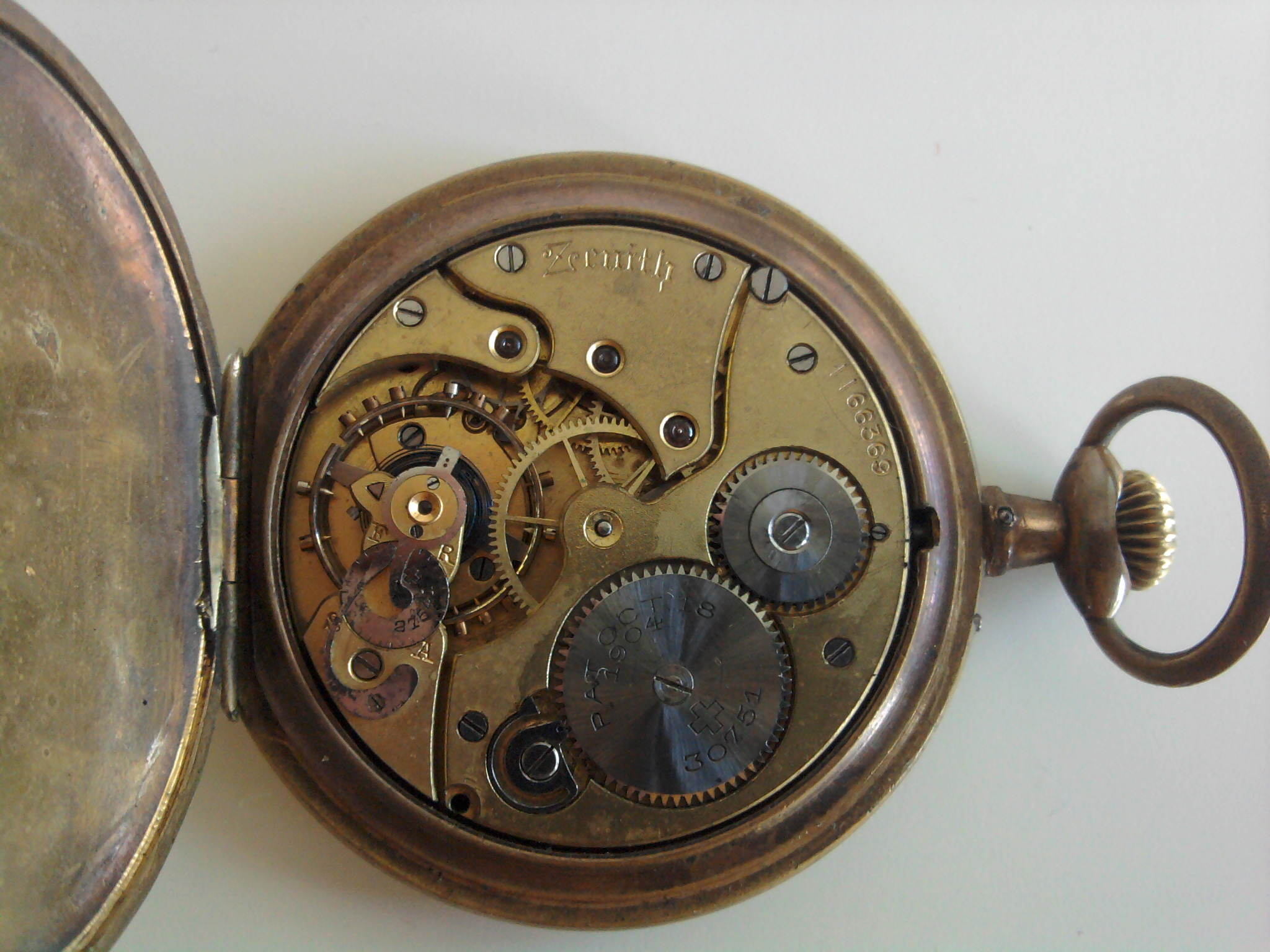
Внутри карманных часов «Зенит» c. 1900–1910
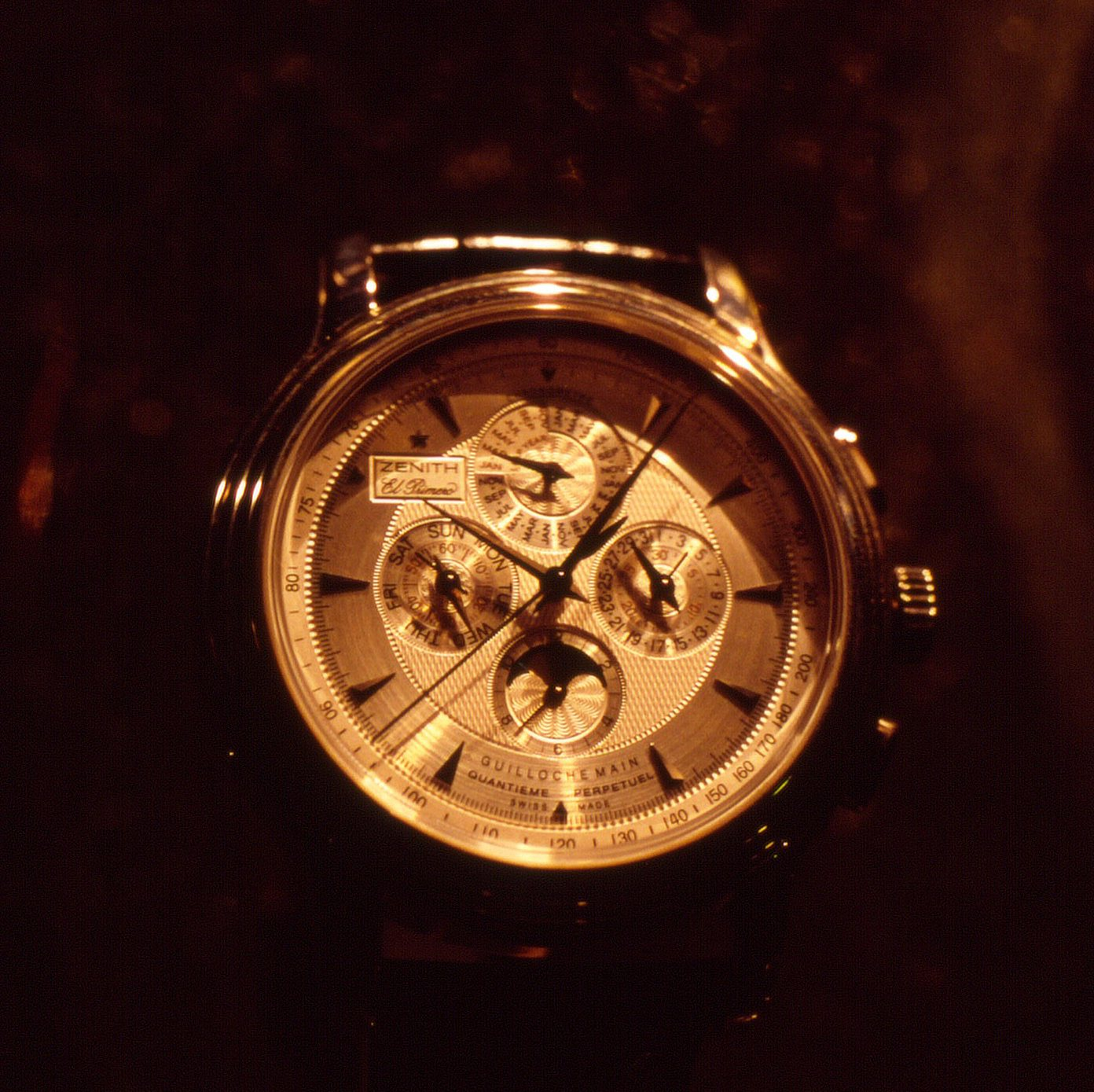
Zenith Grande Chronomaster XXT, Quantième perpétuel

## Известные владельцы
- У Махатмы Ганди были карманные часы Zenith с функцией будильника, которые ему подарила Индира Ганди, третий премьер-министр Индии[19]. 5 марта 2009 года карманные часы вместе с некоторыми другими личными вещами Ганди были проданы на аукционе Antiquorum в Нью-Йорке за 2 096 000 долларов США[19][20].